# سی‌جی‌اس مارگارت
سی‌جی‌اس مارگارت (به انگلیسی: CGS Margaret) یک کشتی بود که طول آن ۱۸۲ فوت (۵۵ متر) بود. این کشتی در سال ۱۹۱۴ ساخته شد.